# Gatões Futebol Clube
O Gatões Futebol Clube é um clube desportivo, fundado a 10 de Junho de 1960, com sede no lugar de Gatões, freguesia de Guifões, concelho de Matosinhos.
Na época de 2024/25 o clube participa na 1ª Divisão AF Porto.

## História
O Gatões Futebol Clube é fundado em 10 de Junho de 1960, por um grupo de 15 amigos de Guifões, que no dia 21 de Agosto de 1981 elaboraram os estatutos, sendo estes publicados no diário da Republica no dia 14 de Setembro de 1981 na III série, número 211, ficando a ser Clube popular até á data de 1986, ano que se organizou vários torneios e se conquistou dezenas de troféus.
Disputou, na época de 1986/87, o Campeonato de amador de futebol da III Divisão. Na Época 1987/88 inscreveu-se na III Divisão Distrital da Associação de Futebol do Porto, a qual acabou por conquistar, subindo á II Divisão.
Em 1992/93,conquista a II Divisão Distrital da Associação de Futebol do Porto.
No dia 13 de Janeiro de 1996 é inaugurado o ringue do Gatões Futebol Clube, localizado na parte sul do Parque de Jogos. Com iluminação artificial, que permite a utilização noturna, o recinto polivalente com solo em cimento conta com balneários, bufete e ainda um palco, que vai permitir ao Gatões Futebol Clube a realização de festivais e bailes de angariação de fundos.
Na época 1997/98, foi integrada a equipa de Futebol Feminino no escalão sénior, que participou no respetivo Campeonato Nacional, acabando por conquistar o mesmo. Na época seguinte repete a conquista.
Na época 2000/01 participa na primeira edição da UEFA Women's Cup. A época termina com a conquista do Campeonato Nacional, o terceiro do clube.
É inaugurado, no dia 12 de Outubro de 2001 o sistema de iluminação do Parque de Jogos. Foram substituídos os postes de betão, por modernas torres de iluminação, dotadas de refletores de 2000 watts.
Em Fevereiro de 2011, o Gatões Futebol Clube interrompe a atividade desportiva, que na altura se resume à equipa de futebol feminino, a competir no Campeonato de Promoção da Federação Portuguesa de Futebol, devido à débil situação financeira de que é vítima.

## Títulos

### Sénior
- Campeonato Distrital II Divisão
  - 1992/93
- Campeonato Distrital III Divisão
  - 1987/88

### Feminino
- Campeonato Nacional
  - 1997/98, 1998/99, 2000/01
- Campeonato Distrital
  - 2000/01